# K-POP HOUSE
『K-POP HOUSE』（ケーポップ・ハウス）は、フジテレビ系列で2023年10月13日（12日深夜）から2024年9月30日（29日深夜）まで放送されていた、K-POPと韓国エンタメ情報を紹介する音楽情報バラエティ番組である。

## 概要
韓国国内での最新情報や新作ミュージックビデオの紹介の他、各回に今をときめくK-POPアーティストがゲストとして登場し、トークや街ぶらロケを行っていた。
2023年10月13日（12日深夜）に金曜 0:25 - 0:55（木曜深夜）の枠で放送開始し、2024年4月8日（7日深夜）からは月曜 0:58 - 1:25（日曜深夜）の枠に移動して継続していた。
日曜深夜移動後は、韓国を代表する音楽チャート「HANTEO CHART」による最新のウィークリーヒットランキングを毎回放送した。
2024年9月30日（29日深夜）をもって本番組の放送を終了した。

## 出演者

### 木曜深夜時代

#### MC
- 上地雄輔
- 福田沙紀

#### 進行・リポーター
- 村重杏奈 - #7・8・13 - 16
- 新美有加（フジテレビアナウンサー） - #11
- 田淵裕章（フジテレビアナウンサー） - #12
- 堤礼実（フジテレビアナウンサー） - #21
- 佐野瑞樹（フジテレビアナウンサー） - #22 - 24

### 日曜深夜時代

#### 進行・リポーター
- 河本準一（次長課長） - #30・31・36 - 38・42
- 森崎大祐・三角章斗（Celest1a） - #32・34 - 36・38・40
- 佐野瑞樹（フジテレビアナウンサー） - #32 - 34
- 藤井弘輝（フジテレビアナウンサー） - #35
- 村重杏奈 - #42
- 斎藤司（トレンディエンジェル） - #45

#### 「K-POPからトレンドを学ぶ」
第37回から第45回まで（2024年7月1日 (6月30日深夜)  - 8月26日 (25日深夜) ）隔週で放送。
- 天翔天音 - MC
- 松﨑涼佳（フジテレビアナウンサー） - 進行

### K-POP BOYS PROJECT→Celest1a密着企画

#### プロデューサー
- ウニョク（SUPER JUNIOR） - #16 -
- ジョンウ（ONEPACT） - #20 -

#### 指導者
- コカ・リム（ダンス、平昌オリンピック開会式の振付担当） - #22 -
- キム・ミンソン（ダンス・ボーカル） - #22 -

#### 最終合格メンバー
※ 五十音順
- 兼村隼人
- ソ・ジュニョク
- ハ・ソクヒ
- パク・ミヌク
- ボン・セジン
- 森崎大祐
- ユ・スンヒョン

2024年3月29日（28日深夜）放送分で、上記メンバー7名によるグループ名が「Celest1a（セレスティア）」に決定した。
同年4月15日（14日深夜）放送分で、三角章斗が追加メンバーとして加入した。
メンバー全員が制作プロダクション「株式会社Birdman」（本番組の制作協力）とマネジメント契約をしている。

## エンディングテーマ
- Celest1a「PANDA」（2024年8月12日 - 9月30日）

## ネット局
| 放送対象地域 | 放送局              | 系列           | 放送期間         | 放送日時         | ネット状況 |
| ------------ | ------------------- | -------------- | ---------------- | ---------------- | ---------- |
| 関東広域圏   | フジテレビ（CX）    | フジテレビ系列 | 2023年10月12日 - | 金曜 0:25 - 0:55 | 【制作局】 |
| 広島県       | テレビ新広島（TSS） | フジテレビ系列 | 2024年4月13日 -  | 金曜 0:25 - 0:55 |            |

## スタッフ

### 日曜深夜時代
- 企画：加藤愛理（フジテレビ）
- ナレーター：堤礼実（フジテレビアナウンサー、#25 - 37・39 - 50）
- 構成：新垣瀬梨菜、堀由史
- 編集：谷内遼次
- MA：長堀真琴（以前は週替わり）
- 音効：佐伯綾乃
- 技術協力：TOWER LAB.
- 協力プロデューサー：福島英人（#27 - 50、#25・26はプロデューサー）
- AP：白川奈也実
- ディレクター：齋藤龍二、山田航己、近藤怜佳
- 演出：大田善紀（IVS41）
- プロデューサー：新井勝也（#27 - 50、#25・26は監修）・山崎勝（共にIVS41）
- 制作協力：Birdman、IVS41
- 制作：フジテレビ編成総局編成局編成戦略センター編成部（2024年6月までは編成制作局編成部）
- 制作著作：フジテレビ

#### 過去のスタッフ（日曜深夜時代）
- ナレーター：松﨑涼佳（フジテレビアナウンサー、#38）
- MA：奴賀貴幸、小林智子、窪井皓之助
- 技術協力：turn Up（#27 - 47）
- 撮影協力：NEXTinDANCE（#47）
- 協力：STARBASE（#27・29）
- ディレクター：松井育海、増田柚花、塩原大貴（共に#25・26）

### 木曜深夜時代
- 企画：加藤愛理（フジテレビ）
- 構成：長沼けい子、矢野了平
- ナレーター：堤礼実（フジテレビアナウンサー、#13 - 17・19 - 24）
- 技術：風間誠【不定期】（以前はカメラ）
- カメラ︰岡田航、松崎善行、安樂敦史、長尾一輝、村山将太、佐野考治、吉光雄斗、上坂篤志、橋爪智之【週替わり】（吉光→以前はVE）
- アシスタント►CA：山村涼、田口愛梨【不定期】
- VE：池田駿平、川俣仁、武廣吉則、國本航平【週替わり】
- 音声：三浦光太郎、後藤祐輔、遠藤孝明、竹内和正、池田淳也、佐々木隆誠、千葉康弘、森美咲【週替わり】
- MIX：長岡佳(圭)祐【不定期】（以前は音声）
- 照明：長治憲明【不定期】
- コーディネーター：べ・ジョンファ（Terra）【不定期、韓国ロケ担当】
- メイク：平山直樹、北一騎、甲斐学美【不定期】
- 編集：棚辺由香子
- MA：佐々木めぐみ
- 音効：安原裕人、坂本陸弥
- CG：松下剛士
- 技術協力：IMAGICA Lab.、grasp【毎週】、テクノマックス、バンエイト【週替わり】（テクノマックス→以前は毎週）
- リサーチャー：岩崎祥子、大隈みなみ
- AD：外山瑛悟、本河衣梨、川口康平、関取寿真
- AP：阿部紗弓
- ディレクター：松本博樹、伊藤史、山本紗(沙)智子、扇山篤司
- プロデューサー：石川剛・斎藤真希（共にNEXTEP）
- 演出：岡宗秀吾（Bacon）
- 制作協力：Birdman、NEXTEP、フジパシフィックミュージック
- 制作：フジテレビ編成制作局編成部
- 制作著作：フジテレビ

#### 過去のスタッフ（木曜深夜時代）
- ナレーター：山中まどか（#1 - 12）、海老原優香（フジテレビアナウンサー、#18）
- 編集：吉田有貴
- MA：内藤憲司
- 技術協力：CUE、TORIDE
- AD：八木秀之
- ディレクター：山崎智史